# Wilhelmina Cooper
Wilhelmina Cooper (Culemborg, Hollandia, 1939. május 1. – Greenwich, Connecticut, 1980. március 1.) holland származású amerikai modell, Gia Carangi ügynöke.

## Élete
Wilhelmina Behmenburg néven született Culemborgban Hollandiában. Wilhelmina, illetve Willy volt a művészneve. Családjával Chicagóba költözött 1954-ben. Ő lett az egyik legismertebb modell az 50-es illetve a 60-as években. Karrierje során 255 magazin borítóján szerepelt. 1965-ben hozzáment Bruce Cooperhez, aki ügyvezető producerként dolgozott a Tonight Show stúdióban. 1967-ben megalapították a Wilhelmina Models ügynökséget. 1978-ban fedezte fel Gia Carangit, akit még ebben az évben elindított a modell-pályán. 1979-ben tüdőrákot diagnosztizáltak nála, és 1980. március 1-jén meghalt a Greenwich kórházban.